# Lundbygård (Gunderup Sogn)
 For alternative betydninger, se Lundbygård. (Se også artikler, som begynder med Lundbygård)
Lundbygaard er dannet ved sammenlægning af 2 gårde af Friedrich Buchwald til Gudumlund i 1780. Gården ligger på Hadsund Landevej 440 i Gunderup Sogn, Fleskum Herred, Ålborg Amt, Aalborg Kommune.
Lundbygaard lå oprindeligt i gårdlandsbyen Lundby, men blev flyttet til den nuværende placering nord for byen efter en brand i 1887. Gården oplevede tillige en større brand i 1938.
Omkring 1924 var gårdens areal på 220,5 ha; over halvdelen var dog skov, hede og permanent græs.
Lundbygaard var på 117 hektar med Teglgård (gård på sydøstsiden af Gistrup, nedrevet omkring 1980); omkring 2022 blev over halvdelen af jorden nærmest Lundby Bakker overdraget til Aalborg Kommune til skovrejsning, hvorefter ejendommen var på 35 ha.

## Ejere af Lundbygaard
- (1780-1789) Friedrich Buchwald
- (1789-1800) Johannes Schmith
- (1800-1810) Enke Fru Schmith
- (1810-1812) Johannes Frederik Schmith
- (1812-1835) Ane Kirstine Nissen gift (1) Schmith (2) Bierring
- (1835-1867) Claus N. Schmith
- (1867-1900) Claus Clausen Schmith
- (1900-1916) Enke Fru A. Schmith
- (1916[1]-1945) Claus Clausen Schmith / Jørgen Clausen Schmith
- (1945-1995) Forskellige Ejere
  - 1948 Jørgen Schmidt[4]
- (1984-) Jørgen Emil Worsøe Maarup (adkomst ved auktionsskøde)[3]